# Trachythorax fuscocarinatus
Trachythorax fuscocarinatus är en insektsart som beskrevs av Chen, S.C. och Yun He He 1995. Trachythorax fuscocarinatus ingår i släktet Trachythorax och familjen Diapheromeridae. Inga underarter finns listade i Catalogue of Life.